# Monumentos paleocristianos y bizantinos de Tesalónica
Los monumentos cristianos y bizantinos de Tesalónica  fueron inscritos en la Patrimonio de la Humanidad por la Unesco en 1988.

## Lista de monumentos
Los monumentos de Tesalónica protegidos por la Unesco son los siguientes:
| Código  | Nombre                                                                                  | Extensión | Coordenadas                                        |
| ------- | --------------------------------------------------------------------------------------- | --------- | -------------------------------------------------- |
| 456-001 | Murallas de la ciudad con el Heptapyrgion, la Torre del Triángulo y la Fortaleza Vardar | ---       | 40°38′20.53″N 22°58′13.1″E / 40.6390361, 22.970306 |
| 456-002 | Arco y Rotonda de Galerio                                                               | 0,587 ha. | 40°38′28.8″N 22°58′10.8″E / 40.641333, 22.969667   |
| 456-003 | Iglesia de Acheiropoietos                                                               | 0,375 ha. | 40°38′34″N 22°57′48″E / 40.64278, 22.96333         |
| 456-004 | Iglesia de San Demetrio                                                                 | 1,16 ha.  | 40°38′50.6″N 22°57′45.1″E / 40.647389, 22.962528   |
| 456-005 | Monasterio de Latomos o Iglesia de San David de Tesalónica                              | 0,058 ha. | 40°39′05.1″N 22°58′03″E / 40.651417, 22.96750      |
| 456-006 | Iglesia de Santa Sofía                                                                  | 0,82 ha.  | 40°38′24.3″N 22°57′44.4″E / 40.640083, 22.962333   |
| 456-007 | Iglesia de la Panagia Chalkeon                                                          | 0,249 ha. | 40°38′40″N 22°57′27.6″E / 40.64444, 22.957667      |
| 456-008 | Iglesia de San Pantaleón                                                                | 0,174 ha. | 40°38′27.7″N 22°58′03″E / 40.641028, 22.96750      |
| 456-009 | Iglesia de los Santos Apóstoles de Tesalónica                                           | 0,16 ha.  | 40°39′2.7″N 22°56′57.8″E / 40.650750, 22.949389    |
| 456-010 | Iglesia de San Nicolás el Huérfano                                                      | 0,227 ha. | 40°38′49.2″N 22°58′23.7″E / 40.647000, 22.973250   |
| 456-011 | Iglesia de Santa Catalina                                                               | 0,083 ha. | 40°39′7.6″N 22°57′26.9″E / 40.652111, 22.957472    |
| 456-012 | Iglesia del Cristo Salvador                                                             | 0,027 ha. | 40°38′23.3″N 22°58′2.5″E / 40.639806, 22.967361    |
| 456-013 | Monasterio de Vlatadon                                                                  | 1,16 ha.  | 40°39′6.2″N 22°58′15.8″E / 40.651722, 22.971056    |
| 456-014 | Iglesia del Profeta Elías                                                               | 0,198 ha. | 40°38′59.9″N 22°57′47.8″E / 40.649972, 22.963278   |
| 456-015 | Baños bizantinos                                                                        | 0,049 ha. | 40°38′57.6″N 22°58′8.9″E / 40.649333, 22.969139    |

- Datos: Q732708
- Multimedia: Churches in Thessaloniki / Q732708